# 少年魔法號角

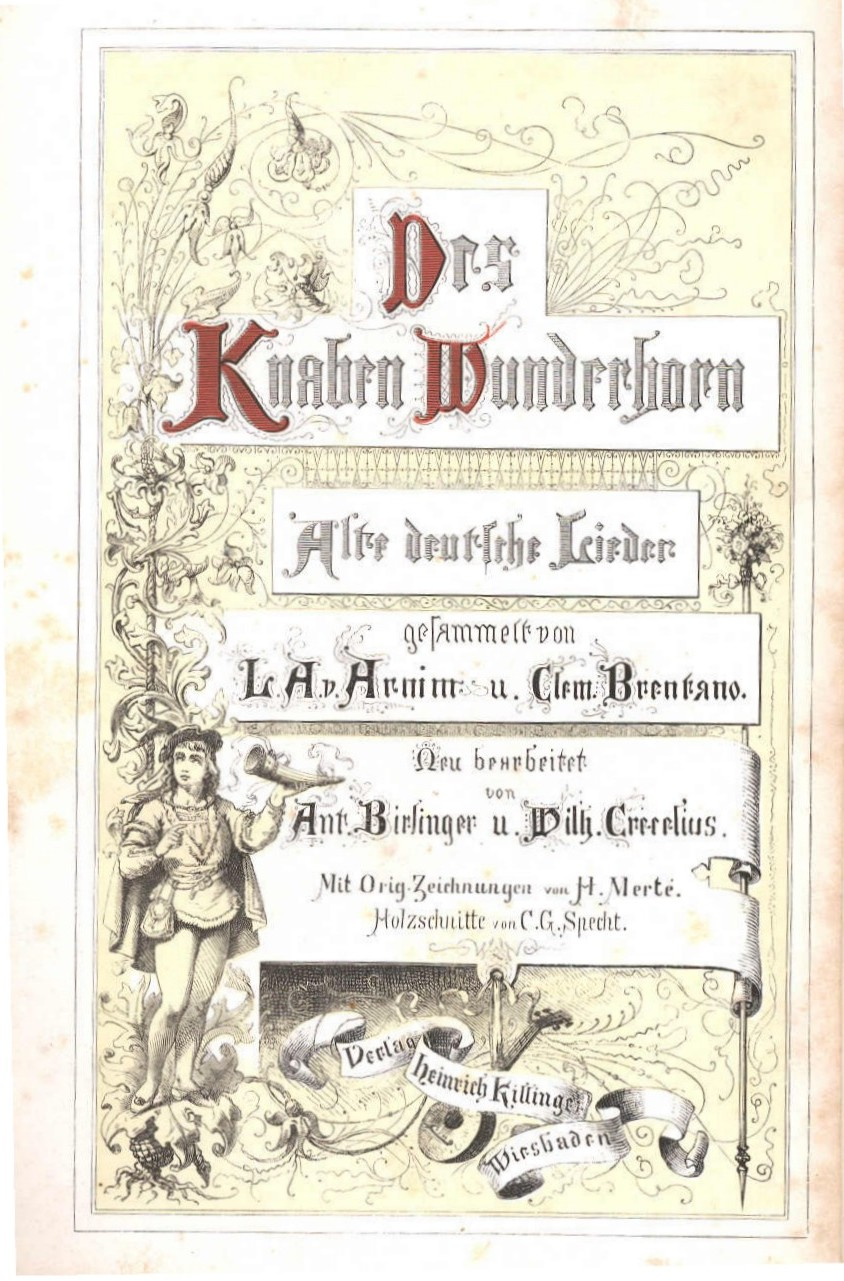

《少年魔法號角》（德語：Des Knaben Wunderhorn），又譯《少年魔號》，是一本由克莱门斯·布伦塔诺和路德維希·阿希姆·馮·阿爾尼姆於1806年至1808年彙集自無名氏的詩，內容大多是農夫、牧人及遊唱詩人歷代相傳的民謠，並出版三集少年魔號之歌，共五百多首以上的詩詞。费利克斯·门德尔松·巴托尔迪、罗伯特·舒曼和约翰内斯·勃拉姆斯等作曲家曾把其中的詩，寫成德語藝術歌曲。以少年魔法號角為名的歌曲集則出自古斯塔夫·馬勒。

## 少年魔法號角歌曲集
馬勒從這本詩集之中抽選不少內容，並為它們譜寫伴奏音樂，早期的作品大多收錄於《年輕時日之歌》（Lieder aus der Jugendzeit），曲目包括：
1. 《把壞小孩變乖》（Um schlimme Kinder artig zu machen）
2. 《我歡欣地穿越蔥綠的森林》（Ich ging mit Lust durch einen grünen Wald）
3. 《出發！出發！》（Aus! Aus!）
4. 《強烈的想像力》（Starke Einbildungskraft）
5. 《在史特拉斯堡的城寨中》（Zu Straßburg auf der Schanz）
6. 《夏日的交替》（Ablösung im Sommer）
7. 《別離》（Scheiden und Meide）
8. 《再也不見面》（ANicht wiedersehen）
9. 《自尊》（Selbstgefühl）

1892至1898年間，馬勒先後創作了12首歌曲，創作出這部《少年魔法號角歌曲集》（Lieder aus Des Knaben Wunderhorn），並於1899年將它們結集起來，以《幽默曲》（Humoresken）的名稱出版，為現有歌曲集的基礎，全曲集總長大約65分鐘，曲目包括：
1. 《哨兵的夜歌》（Der Schildwache Nachtlied，1892年1－2月）
2. 《徒勞》（Verlor'ne Müh，1892年2月）
3. 《不幸時的慰藉》（Trost im Unglück，1892年4月）
4. 《誰創作了這首歌謠？》（Wer hat dies Liedlein erdacht?，1892年4月）
5. 《人間的生活》（Das irdische Leben，大約1892年4月）
6. 《聖安東尼向魚傳教》（Des Antonius von Padua Fischpredigt，1893年7－8月），旋律則被採納作為第二號交響曲第三樂章的主題使用。
7. 《萊茵河的小傳說》（Rheinlegendchen，1893年8月）
8. 《在塔樓中被逼害者之歌》（Lied des Verfolgten im Turm，1898年7月）
9. 《當美妙的號角響起》（Wo die schönen Trompeten blasen，1898年7月）
10. 《讚美至高的理性》（Lob des hohen Verstandes，1896年6月）
11. 《原光》（Urlicht，1893年）
12. 《三位天使所唱的歌》（Es sungen drei Engel，1895年）

1901年，馬勒為此套作品作出修改。《原光》（第二交響曲第四樂章）及《三位天使所唱的歌》（第三交響曲第五樂章）兩首歌因被用於其交響曲內而抽出，改以《早晨起床號子》（Reveille，1899年7月）及《少年鼓手》（Der Tamboursg'sell，1901年8月）替代。
另外，無收錄在此歌曲集裡但選自這本詩集的曲目包括：
- 《天堂之歌》（Das himmlische Leben），移作第四號交響曲第四樂章使用。